# فوکر اف۲۸ فلوشیپ
فوکر اف۲۸ فلوشیپ (به انگلیسی: Fokker F۲۸ Fellowship) یک هواپیمای مسافربری ساخته شرکت فوکر کشور هلند است. این هواپیما از سال ۱۹۶۹ روانه بازار شد.

## مشخصات
فوکر اف ۲۸ دارای دو موتور توربوفن در انتهای بدنه است.
- فاصله نوک دو بال: ۲۵٫۱ متر
- طول: ۲۹٫۶متر
- ارتفاع: ۸٫۵ متر
- ظرفیت مسافر: ۸۵ نفر
- بیشینه سرعت: ۷۹۵ کیلومتر بر ساعت
- محدوده پرواز: ۱۹۰۰ کیلومتر

## مدل‌ها
- F.28 Mk ۱۰۰۰ - مدل اولیه با بدنه کوتاه و ظرفیت ۶۵ مسافر.
- F.28 Mk 1000C - All-cargo مدل تبدیل پذیر به مسافربری یا ترابری.
- F.28 Mk ۲۰۰۰ - بدنه طولانی‌تر با ظرفیت مسافر بیشتر.
- F.28 Mk ۳۰۰۰ - بدنه کوتاه با موتور جدید.
- F.28 Mk ۴۰۰۰ - بدنه طولانی‌تر با ظرفیت ۸۵ نفر.
- F.28 Mk ۵۰۰۰ -
- F.28 Mk ۶۰۰۰ -
- F.28 Mk ۶۶۰۰

منبع:.